# Диктатор (магистрат)
Диктатор (лат. dictator) је био именован у тренуцима велике опасности по римску државу. То се, на пример, радило у случају да оба конзула погину на бојном пољу или када би услед унутрашњих немира запретио грађански рат.
Диктатор је био изнад свих магистрата; покоравали су му се чак и конзули. Његова власт била је само временски ограничена — трајала је шест месеци. Диктатори су били Корнелије Сула и Гај Јулије Цезар.